# Boršice u Blatnice
Boršice u Blatnice là một làng thuộc huyện Uherské Hradiště, vùng Zlínský, Cộng hòa Séc.